# Chomicze (obwód brzeski)
Chomicze (biał. Хамічы; ros. Хомичи) – wieś na Białorusi, w obwodzie brzeskim, w rejonie bereskim, w sielsowiecie Bereza.
W dwudziestoleciu międzywojennym leżały w Polsce, w województwie poleskim, w powiecie prużańskim.